# Ла Валет ди Вар
Ла Валет ди Вар (фр. La Valette-du-Var) град је у Француској, у департману Вар.
По подацима из 1999. године број становника у месту је био 21.739.

## Демографија
| 1962. | 1968.  | 1975.  | 1982.  | 1990.  | 1999.  | 2011.  |
| ----- | ------ | ------ | ------ | ------ | ------ | ------ |
| 6.949 | 11.194 | 14.745 | 18.296 | 20.687 | 21.739 | 20.851 |

## Партнерски градови
- Филинген-Швенинген
- Лијевен
- Сома Ломбардо
- Бокша